# Porolissum (ziar)
Porolissum a fost un ziar editat în Zalău, județul Sălaj în 1938.